# 朝阳街道 (永州市)
朝阳街道，是中华人民共和国湖南省永州市零陵区下辖的一个乡镇级行政单位。

## 行政区划
朝阳街道下辖以下地区：
东岳宫社区、杨梓塘社区、沙沟湾社区、老渡口社区、柳子街社区、枫木山社区、蒋家田社区、六坪村、纳夫村、桃江村、古木塘村、双济桥村、大塘庙村、青角井村、石伏塘村、烟竹塘村、荷叶塘村和诸葛庙村。